# نادعلی همدانی
نادعلی همدانی (۱۳۱۲–۱۳۸۷)، نویسنده و مترجم ایرانی.

## زندگی
نادعلی همدانی، متولد ۱۳۱۲ در شهرستان اردبیل بود. تحصیلات دبستانی را در زادگاه خود و دوره دبیرستان را در تهران به پایان رساند و به دلیل مشکلات اقتصادی از ادامه تحصیل بازماند و با مدرک دیپلم دبیرستان وارد کار مطبوعاتی شد. نخست در روزنامه کیهان و سپس در مؤسسه اطلاعات به عنوان نویسنده، خبرنگار و قصه‌نویس به کار پرداخت. قصه‌نویسی در مطبوعات را از ۱۵ سالگی شروع کرده بود و نخستین رمانش (ولگرد) را انتشارات علی اکبر علمی در ۱۳۳۰ منتشر کرده بود.
در ۱۳۴۵ از سوی سازمان در حال تأسیس تلویزیون ملی ایران دعوت به همکاری شد و به استخدام این سازمان درآمد. تا سال ۱۳۴۹ به عنوان نویسنده و تهیه‌کننده تلویزیونی کار می‌کرد. در اواخر آن سال، به انتشار هفته‌نامه «تماشا» کمک کرد و سپس سردبیر این نشریه تلویزیونی شد و تا سال ۱۳۵۴ دراین سمت مشغول کار بود و درضمن در دانشکده هنرهای دراماتیک ادامه تحصیل می‌داد.
پس از دریافت مدرک لیسانس، به عنوان بورسیه تلویزیون عازم فرانسه شد وتحصیلات عالی خودرا دررشته پژوهش‌های تئاتری (گرایش تله‌تئاتر) تا پایه دکترا در دانشگاه سوربن پاریس ادامه داد. بعد از انقلاب ایران (۱۳۵۷)، در سال ۱۳۵۸ به ایران بازگشت و کار تهیه‌کنندگی و نویسندگی در تلویزیون را دوباره از سر گرفت و تا اسفند ماه ۱۳۶۸ که بازنشسته شد؛ بیش از۴۰ برنامه تحقیقی، نمایشی و تله‌تئاتر را نویسندگی، کارگردانی و تهیه کرد.
پس از بازنشستگی، به کار ترجمه، رمان‌نویسی و ویراستاری روی آورد. در ضمن مجله دوهفتگی «تماشاخانه» و بعد ماهنامه «تماشای زندگی» را منتشرکرد. مدتی هم در دپارتمان تئاتر دانشکده هنرهای زیبای دانشگاه تهران تدریس می‌کرد. او تدوین بخشی از مقاله‌های مربوط به کتابهای تئاتر را برای فرهنگ آثار بر عهده داشت.
دربارهٔ زندگی‌نامه خود دو کتاب در دست تحریر دارد:
1. حکایت قلم زنی که به دولت نرسید!
2. عشق من سیما (دربارهٔ کار در تلویزیون قبل و بعد از انقلاب – که آماده چاپ است).

## داستان زندگی و مرگ به روایت پسرش
از ساعت دوازده و نیم ظهر پنجشنبه ۲۱ دی ماه ۱۳۸۵ تا ساعت ده شب پنجشنبه ۱ اسفند ۱۳۸۷
روز پنجشنبه ۲۱ دی ماه ۱۳۸۵ حدود ساعت دوازده و نیم ظهر درب خانه را زدند و زن همسایه برای کمک در حمل برانکار اورژانس که برای حمل همسر ایشان (که مبتلا به آلزایمر بودند) آمده بود زنگ خانه منزل ایشان را زد. او تنها بود. فرزندان که نبودند با دیدن شواهد متوجه شدند که او به میل خود با برداشتن پالتو و کلاه خود برای کمک به حمل برانکار از منزل بیرون رفته. هنگام حمل کمک در حمل برانکار، در راه پله دچار فشار شده و ظاهراً یکی از رگ‌های اصلی مغز پاره شده و دچار خونریزی شدید مغزی شد. آمبولانسی که برای همسایه آمده بود با اصرار همسایه‌ها او را هم به بیمارستان حضرت رسول واقع در خیابان نیایش تهران می‌رساند. وقتی همسرش برمی گردد همسایه‌ها اطلاع می‌دهند که برایایشان چنین اتفاقی افتاده. او در حالت نیمه اغما در اتاق CRP بیمارستان بوده و مشغول آماده کردن او برای رفتن به اتاق عمل بودند.
پس از ۶ ساعت عمل توسط تیم جراحی، بالاخره توانستند خونریزی را بند آورده و وی را از مرگ نجات دهند. اوبه مدت یک ماه در بخش ICU بیمارستان بستری و به مدت ۱۷ روز هم در بخش جراحی مغز و اعصاب بستری بود و در تاریخ ۸ اسفند ۱۳۸۵ از بیمارستان مرخص و به منزل منتقل شد.
تا دی ماه ۱۳۸۶ انواع و اقسام پزشکان کاردرمان، فیزیوتراپ، گفتاردرمان و متخصصین دیگر روی بابا کار کردند تا این تاریخ او حتی غذایش را نیز خودش سر میز می‌خورد. البته سمت چپ بدن تقریباً فلج بود؛ ولی سمت راست درست کار می‌کرد و چند کلامی هم صحبت می‌کرد. ابراز شادی و غم می‌کرد. گریه می‌کرد، می‌خندید.
از دی ماه ۱۳۸۶ پس از یک ناراحتی تنفسی همه پزشکان قطع امید کردند و گفتند امیدی به بازگشت ایشان نیست ولی معلوم هم نیست که تا چند وقت در این وضعیت باقی خواهند ماند. او فقط نگاه می‌کرد و گاهی چند ناله. از طریق لوله از بینی گاباژ می‌شد و فقط مایعات به او داده می‌شد. در شهریور ماه ۱۳۸۷ که دیگر همه از اینکه او بتواند از طریق بلع غذا بخورد قطع امید کردند.
وی در اول اسفند ۱۳۸۷ درگذشت.

## آثار

### نوشته‌ها
- ولگرد (رمان) دوچاپ - انتشارات علی اکبر علمی
- هذیان زندگی (مجموعه داستان) - ناشر:مؤلف
- پدرم ستارخان (بیوگرافی رمانس) دو چاپ - انتشارات اشرفی
- زیبای سرخ‌پوش (رمان تاریخی)- نشر بامداد
- حماسه بابک خرمدین (رمان تاریخی) چاپ‌های متعدد - نشر بامداد
- بابک، عشق، حماسه (رمان تاریخی) - نشر نگاه
- پریسا (رمان تاریخی) - نشر معرفت
- سوگند (رمان تاریخی) - نشر بامداد
- مدرس، سی سال شهادت (تحقیق) - نشر بامداد
- فرشته ساوالان (رمان تاریخی) - نشر فرشاد
- قصه‌های زادگاهم (مجموعه داستان) - نشر فرشاد
- پیشگامان استقلال ایران (مجموعه قصه‌های تاریخی) - نشر نگاه
- درد عشقی که مپرس (رمان) - نشر البرز
- داستان شاه و پری (رمان تاریخی) - نشر البرز
- قوچاق نبی (رمان حماسی-مردمی) - نشر شیخ صفی الدین اردبیل

### بر مبنای شاهنامه

#### برای نوجوانان
- زال و رودابه - نشر بامداد
- فریدون و ضحاک - نشر بامداد
- رستم و سهراب - نشر بامداد
- بیژن و منیژه - نشر بامداد
  - به صورت رمان
- تهمینه - نشرالبرز
- سودابه - (هنوز چاپ نشده‌است)

## فیلم‌نامه
- حماسه رام‌الله - (برمبنای قصه ای از غسان کنفانی) تهیه و فیلمبرداری برای تلویزیون

## تله تئاتر
- - کلاً تهیه، کارگردانی وضبط برای تلویزیون
- شب‌های خشم - (برمبنای نمایشنامه ای از آرمان سالاکرو)
- تفنگ و شاخه زیتون - (کمدی سیاسی)
- سمیرا
- بازگشت
- نستوه - (زندگی شهید مدرس - دردوقسمت)
- گتو - (دربارهٔ کشتار یهودیان در آلمان زمان هیتلر - دردوقسمت)
- نوکرها و ارباب‌ها - (برداشتی آزاد از نیرنگهی اسکاپن مولیر)

## برنامه‌های تلویزیونی تحقیقی- تلفیقی
(متن تحقیقی به اضافه بخش‌های نمایشی و فیلم)
- طلوع در نوفل لو شاتو - (دربارهٔ بازگشت امام خمینی به یران)
- دنیای کتاب - (۱۳ برنامه)
- پیدایش صهیونیسم - (۱۲ برنامه)

## ترجمه‌ها
- کاخ تنهائی (از ثریا اسفندیاری بختیاری) ۹چاپ - نشرنو
- کاترین کبیر (از هانری تروایا) دوچاپ - نشرنو و نشرنگاه
- داستان قاجار (از شاهزاده علی قاجار) - نشرنو
- زولا (از هانری تروایا)- نشر البرز
- لاسکارینا بوبولینا (از میشل دگرس) - نشر البرز
- ابوالهول یخ‌ها (از ژول ورن) - نشرمرکز
- تلفنی‌ها (از آرتور کستلر) - نشرنو

### تاریخ نمایش در جهان
(از محققان و تئاترشناسان سراسر جهان)
چاپ اول در۱۰ جلد- چاپ دوم در۳جلد - انتشارات نمایش

### دربارهٔ تئاتر
- نیرنگ‌های اسکاپن (نمایشنامه کمدی – از مولیر) - انتشارات سروش
- ماجراهای جاویدان تئاتر (از گی لکلرک – کریستف دسولیر) - نشر قطره
- هنر نمایش نامه‌نویسی جنگ (از داوید لسکو) - نشر قطره
- تئاتر پست - دراماتیک (از هانس تیس له من) - نشر قطره
- درام و تراژدی (از ژان ماری توماسو) - نشر قطره
- ترجمه بخشی ازآثارتئاتری مجموعه شش جلدی «فرهنگ آثار» - انتشارات سروش
- هنر درامپردازی (از ایو لاواندیه) - که به هنگام ترجمه آن حادثه برای آقای همدانی رخ داد و هم‌اکنون پسرش ترجمه را ادامه می‌دهد

### نمایشنامه‌های کوتاه
- میموزاهای الجزایر (از ریشاردمارسی) - نشرتجربه
- رئیس مگس‌ها (از ژاکی ویالون) - نشر تجربه
- تاریخ (از فیلیپ مینیانا) - نشر تجربه

## فرهنگ نامه
- فرهنگ شخصیت‌های تاریخی - نشر فرهنگ نو